# Топика (Аристотель)
Топика (др.-греч. Τοπικά) — логический трактат Аристотеля, входящий в состав «Органона». Состоит из 9 книг, последняя из которых традиционно выделяется в самостоятельный трактат «О софистических опровержениях» (др.-греч. Περὶ σοφιστικῶν ἐλέγχων).
Название трактату сообщает теория общих мест (др.-греч. κοινοὶ τόποι) — специфических оснований, или фигур, которыми, по Аристотелю, пользуются участники дискуссии. Топос Аристотеля — это элемент диалектического силлогизма, диалектический силлогизм исходит не из «научных», то есть достоверных, посылок, а из установленных, допущенных (др.-греч. ἔνδοξα) собеседниками, которые большинству людей или наиболее мудрым из них представляются вероятными. Цель диалектического вывода, и шире, диалектического спора — не выяснение истины, а победа над противником.
Наряду с использованием отдельных «топов», Аристотель разработал их систему, показывая, что логический диалог должен заключать в себе следующие компоненты: 1) постановку проблемы; 2) средства правильного построения умозаключения, такие как правила принятия положения, разбора значения каждого имени, нахождения различий и сходств; 3) правила построения умозаключения — индуктивного или дедуктивного; 4) стратегию задавания вопросов и 5) стратегию ответов на вопросы.
А. Ф. Лосев разъяснял топологическую логику Аристотеля следующим образом:

Человек построил себе хороший дом. Следовательно, он будет теперь хорошо и удобно жить в своём доме. Но вот через несколько дней после окончания постройки дома в этот дом ударила молния и дом сгорел. Все такого рода обстоятельства ни в каком случае не принимаются во внимание в абсолютно-силлогических рассуждениях, так как иначе полетела бы вся эта силлогистика со всей своей уверенностью в абсолютности разумного умозаключения, со всеми своими модусами и фигурами. Спрашивается: что же является более жизненным, силлогизм со своей абсолютной доказуемостью или, вернее, со всей своей независимостью от каких бы то ни было мнений, суждений и согласия, или силлогизм, основанный на учете разных материальных обстоятельств, этих вот «топосов», то есть силлогизм только ещё вероятностный, «риторический», который мы ради краткости и удобства выражения называем топологическим? Тот, кто считает логику Аристотеля только логикой абсолютного разума, или тот, кто считает топику Аристотеля только внешним и необязательным дополнением к абсолютной силлогистике, необходимой только ораторам или разного рода риторам, — тот находится в цепях этого невероятного, этого векового и страшного заблуждения, отнимая у Аристотеля самую живую, самую жизненную, самую человеческую часть логики, и даже не просто часть, а её завершение, её кульминацию, её непобедимое жизненное торжество.— История античной эстетики. Т. IV: Аристотель и поздняя классика. Риторическая эстетика, §3. Топологическая эстетика